# マイ・アイドル
『マイ・アイドル』は宝塚歌劇団の作品。

## 花組 宝塚大劇場公演
形式名は「グランド・ショー」。24景。
公演期間は1968年3月28日から4月25日まで。
54期生（上原まり・順みつきら）の初舞台公演。
併演は『ピラールの花祭り』。

### スタッフ
- 作・演出：鴨川清作[2]
- 作[2]・編曲[2]：中井光晴、入江薫、寺田瀧雄、吉崎憲治
- 振付[2]：岡正躬、県洋二、朱里みさを、アキコ・カンダ
- 装置[2]：黒田利邦、静間潮太郎
- 衣装：静間潮太郎[2]
- 照明：今井直次[2]
- 小道具：上田特市[2]
- 効果：村上茂[2]
- 録音：松永浩志[2]
- 演出補[2]：海野洋司、酒井澄夫
- 振付補：鈴木武[2]
- 製作：野田浜之助[2]

### 主な出演者
- アイドル・淑女：那智わたる[3]
- 歌う男：麻鳥千穂[3]
- 若者：甲にしき[3]
- 娘：近衛真理[3]
- 踊る男[3]：薫邦子、郷ちぐさ
- 歌う娘[3]：銀あけみ、那賀みつる
- マダム：淡路通子[3]

## 花組 東京宝塚劇場公演
公演期間は1968年6月3日から6月30日まで。
併演は『ピラールの花祭り』。
主なスタッフに鴨川清作がいる。